# Cerylon laticolle
Cerylon laticolle is een keversoort uit de familie dwerghoutkevers (Cerylonidae). De wetenschappelijke naam van de soort werd in 1949 gepubliceerd door Schweiger.